# Fingerling
Fingerling (Pinkeltje en holandés) es personaje de ficción que aparece en 29 libros del autor Dick Laan (1894-1973) y en un libro de película donde las historias son reescritas por Harrie Geelen. Fingerling es un gnomo del tamaño de un pulgar, que viste el típico gorro rojo y barba blanca, y tiene varias aventuras en la colección de libros para chicos que se publicaron a lo largo de 30 años. Su primera aparición es en The Adventures of Fingerling (1939). Desde esta primera publicación, Fingerling vendió más de 3 millones de libros y fue traducido a más de cinco idiomas. 211 historias cortas fueron publicadas en la revista para mujeres Libelle. En 1978 se estrenó la película Pinkeltje, protagonizada por Aart Staartjes.
Este personaje ha tenido referencias en la película El número 23, protagonizada por Jim Carrey.